# LZ 4

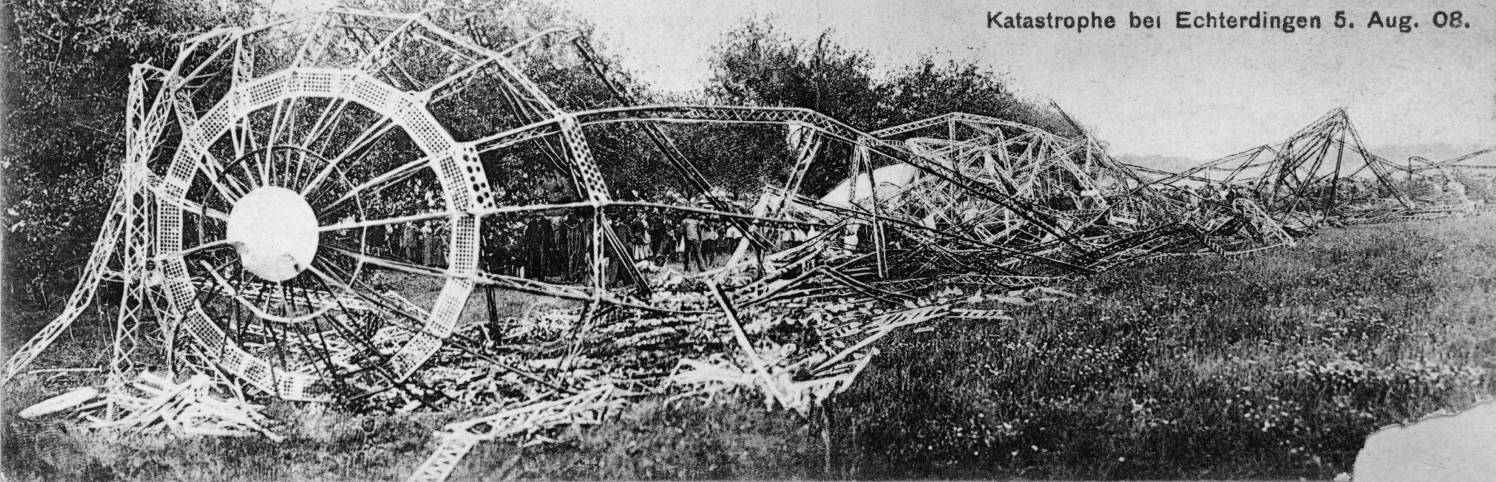
LZ 4 po katastrofie w dniu 5 sierpnia 1908

LZ 4 (Luftschiff Zeppelin) – czwarty sterowiec szkieletowy wybudowany w Niemczech przez wytwórnię Gesellschaft zur Förderung der Luftschiffahrt z Friedrichshafen nad Jeziorem Bodeńskim. 
Sterowiec pierwszy próbny lot wykonał 20 czerwca 1908.

## Budowa
LZ 4 miał 136 m długości, 13 m średnicy. Jego konstrukcja była pokryta materiałem bawełnianym. W środku znajdowało się 17 komór, które wypełnionych wodorem.
Sterowiec był zaopatrzony w dwa silniki o mocy 105 KM każdy, które napędzały dwa śmigła.  Pod sterowcem było zaczepione obciążenie stabilizujące, które mogło być przemieszczane wzdłuż sterowca. Wyposażony był w dwie  gondole.

## Historia lotów
LZ 4 odbył 12 godzinny lot nad Szwajcarią. 3 lipca 1908 król Wilhelm II Wirtemberski i królowa Charlotte von Schaumburg-Lippe byli pasażerami piątego lotu sterowca. 4 sierpnia 1908 została podjęta próba 24 godzinnego lotu sterowca z Friedrichshafen do Echterdingen przez Moguncję w celu potwierdzenia jego użyteczności do długodystansowych lotów bojowych, podczas którego lądował awaryjnie na Renie w Kornsand. 
Następnego dnia, w czasie lotu 5 sierpnia załoga sterowca została zmuszona przez nadciągającą burzę do awaryjnego lądowania w okolicy Leinfelden-Echterdingen. W wyniku potężnego podmuchu wiatru sterowiec został zerwany z uwięzi i uległ rozbiciu. Nastąpił wybuch zbiorników z wodorem i sterowiec uległ całkowitemu zniszczeniu.

## Parametry techniczne sterowca LZ 4
- długość 136 metrów,
- średnica: 13 metrów,
- pojemność 161 800 metrów sześciennych, w tym:
- gaz nośny (wodór),
- masa własna:
- napęd: 2 silniki 105 KM
- maksymalna prędkość 48 km/h
- maksymalny pułap : 1000 m
- udźwig: 4600kg